# Økonom
 Denne artikel omhandler økonom som uddannelse eller profession. Opslagsordet har også en anden betydning, se økonom (amatør).
Betegnelsen økonom (af græsk: oikonomos, egl.: "husholder") dækker over flere forskellige uddannelser og flere forskellige job.
Betegnelsen økonom anvendes om dem der arbejder med økonomiske opgaver og har en faglig eller videnskabelig uddannelse i faget.
Økonomer er uddannet på universitet eller handelshøjskole. På universitet som bachelor, kandidat (cand.polit. / cand.oecon. / cand.scient.oecon.), Ph.D. eller Dr. og på handelshøjskole som Ph.D. eller Dr..
Uddannelserne i økonomi berører som regel hele fagets område, men universitetsuddannelserne lægger traditionelt mest vægt på området nationaløkonomi, mens handelshøjskolerne prioriterer de fag, der vedrører virksomhedsøkonomi (driftsøkonomi). Universitetsuddannelserne i driftsøkonomi har typisk et lidt større teoretisk indslag end de tilsvarende på handelshøjskolerne, som måske er lidt mere orienterede mod den direkte praktiske anvendelighed.
I Danmark er akademisk uddannede økonomer ofte medlem af Djøf eller FOA[kilde mangler].